# Aeroportul Loikaw
Aeroportul Loikaw (IATA: LIW, ICAO: VYLK) este un aeroport din Statul Kayah, Myanmar.
Situat la o altitudine de 897 m, aeroportul dispune de o singură pistă.